# Ranunculus mauiensis
Ranunculus mauiensis är en ranunkelväxtart som beskrevs av Asa Gray. Ranunculus mauiensis ingår i släktet ranunkler, och familjen ranunkelväxter. Inga underarter finns listade i Catalogue of Life.